# Боџнурд
Боџнурд (пер. سمنان) је град у Ирану и сједиште покрајине Северни Корасан. Налази се на крајњем сјевероистоку земље, око 700 km источно од главног града Ирана Техерана. Од границе са Туркменистаном удаљен је 50 km. Град је основан у старом вијеку и раније је био познат под именом Sarvan Mahale. Становништво већином чине Перзијанци, а међу мањинама водећи су Курди и Туркмени. Боџнурд је познат по бројним професионалним центрима за обуку коња. Људи из целог света често долазе овамо . Град је познат и по изворима. Према попису становништва из 2011. године у Боџнурду је живјело 172.772 становника.

## Главне атракције
Град садржи много историјских и природних атракција, као што су извори минералне воде, мала језера, пећине, као и разна подручја за пјешачење. Већина историјских реликвија су из Каџарске ере.